# Apomempsoides parva
Apomempsoides parva is een keversoort uit de familie boktorren (Cerambycidae). De wetenschappelijke naam van de soort is voor het eerst geldig gepubliceerd in 1910 door Aurivillius.